# 厄普弗斯豪森
厄普弗斯豪森（德語：Oepfershausen，發音：[œpfɐsˈhaʊzn̩]）是德国图林根州施马尔卡尔登-迈宁根县曾经的一个市镇，面积12.26平方千米，2017年12月31日人口为461人。2019年1月1日，厄普弗斯豪森与另外4个市镇并入市镇瓦松根。